# نوكيا لوميا 720
نوكيا لوميا 720 (بالإنجليزية: Nokia Lumia 720)‏ هو هاتف ذكي من نوكيا يعمل بنظام ويندوز فون، تم طرحه في الأسواق في 29 أبريل 2013.

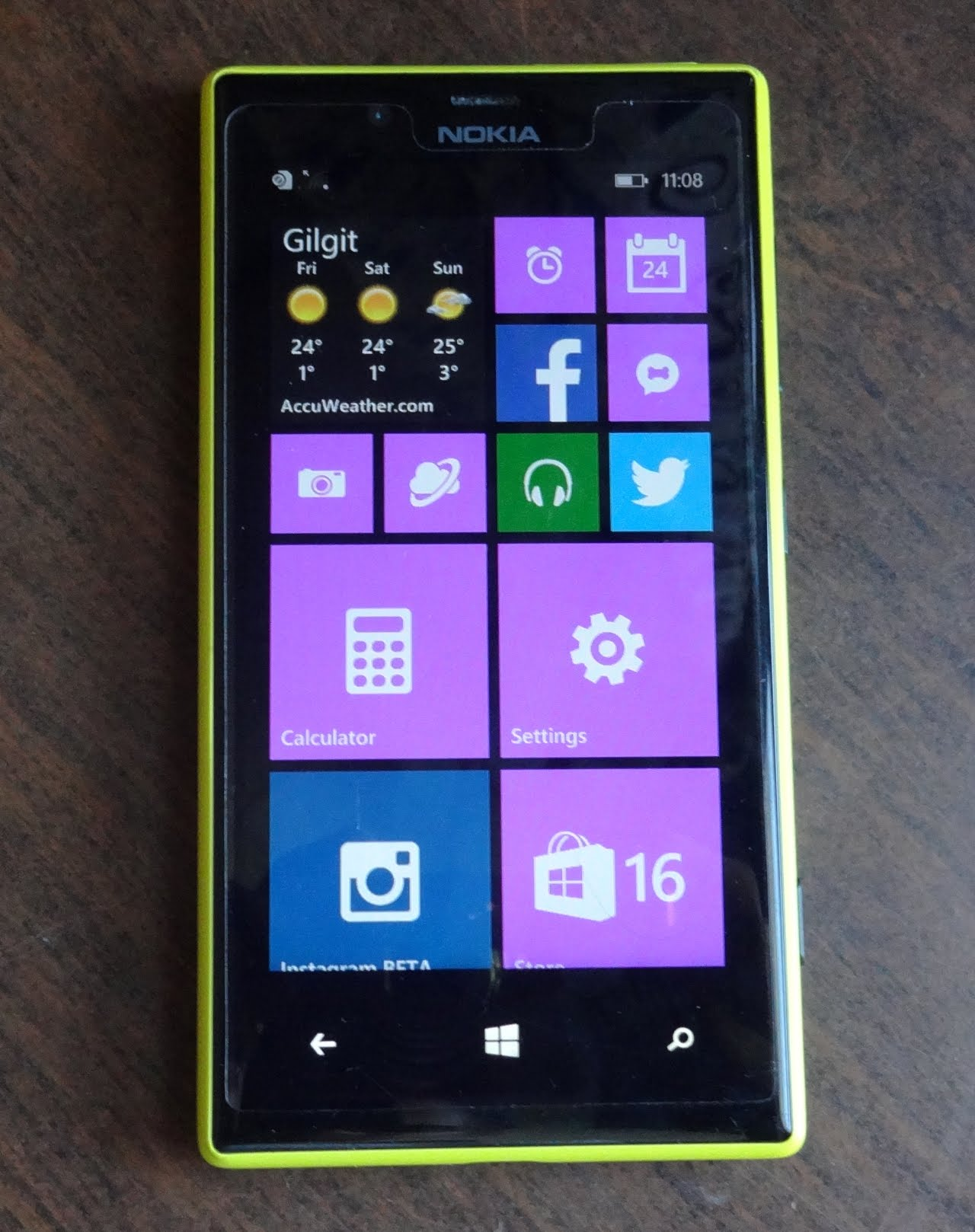

## الخصائص
- نظام التشغيل: ويندوز فون
- الكاميرا الأمامية: 1.3 ميجابكسل
- الكاميرا الخلفية: 6.7 ميجابكسل
- الشاشة: شاشة لمس
- الوزن: 128 غ (4.52 أونصة)
- المعالج: 1 جيجا هرتز ثنائي النواة
- الذاكرة: 512 ميجابايت
- التخزين: 8 جيجابايت